# Podbańska

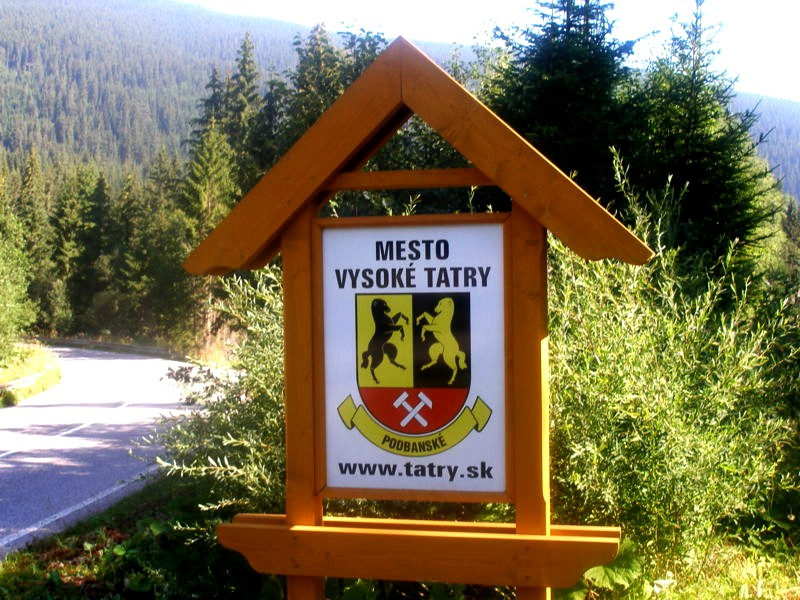
Herb Podbańskiej przy Tatrzańskiej Drodze Młodości

Podbańska (słow. Podbanské, węg. Podbanszkó) – osiedle u południowego podnóża Tatr na Słowacji, położone przy Tatrzańskiej Drodze Młodości, 16 km na zachód od Szczyrbskiego Jeziora. Administracyjnie należy do miasta Wysokie Tatry i jest jego najbardziej na zachód wysuniętą częścią. Zamieszkane jest przez 43 osoby (stan na 31 grudnia 2016).
Podbańska znajduje się na granicy Tatr Wysokich i Tatr Zachodnich, przy wylocie Doliny Cichej Liptowskiej i nieco na północ od wylotu Doliny Kamienistej. Składa z dwóch części położonych po przeciwnych stronach Białej Liptowskiej. Nad wschodnim brzegiem, na wysokości ok. 970–980 m n.p.m. leśniczówka i kilka sąsiednich zabudowań tworzą tzw. Starą Podbańską lub Nadbańską (Nadbanské). Nad zachodnim brzegiem, na wysokości ok. 915–950 m stoją liczne domki letniskowe i dwa duże hotele („Kriváň” i „Permon”) – jest to tzw. Nowa Podbańska. W zimie funkcjonują tu 4 wyciągi narciarskie.
Nazwa osady wiąże się z czynnymi do końca XVIII wieku kopalniami (baniami) pod szczytem Krywania. W 1871 roku wybudowano leśniczówkę (rok ten przyjmuje się jako datę powstania osady), a następnie tartak i przetwórnię kory świerkowej. Następne obiekty zaczęto budować dopiero w roku 1923, po rozszerzeniu leśnej drogi ze Szczyrbskiego Jeziora przez Trzy Studniczki. Dwa lata później otworzono noclegownię turystyczną. Po II wojnie światowej zaczęła powstawać Nowa Podbańska. Najpierw zbudowano tu 10 drewnianych domków dla brygad młodzieżowych uczestniczących w zalesianiu okolicy. W 1968 roku powstał wyciąg narciarski, a rok później hotel „Kriváň” – w ramach przygotowań do Mistrzostw Świata w Narciarstwie Klasycznym w 1970 roku. W 1981 roku zbudowano hotel „Permon”.

## Szlaki turystyczne
– znakowana czerwono Magistrala Tatrzańska prowadząca wzdłuż południowych podnóży Tatr Zachodnich od wylotu Doliny Jałowieckiej do Podbańskiej (ten odcinek Magistrali zwany jest Wyżnim Podkrywańskim Chodnikiem) i dalej przez Trzy Studniczki do Szczyrbskiego Jeziora (ten odcinek zwany jest Drogą nad Łąkami).
- Czas przejścia od Doliny Jałowieckiej do Podbańskiej: 4:15 h, z powrotem 3:40 h.
- Czas przejścia z Podbańskiej do Szczyrbskiego Jeziora: 5:30 h w obie strony.

  – żółty szlak przez Dolinę Cichą Liptowską na Kasprowy Wierch. Czas przejścia: 5:15 h, ↓ 4 h.
  – niebieski szlak przez Dolinę Kamienistą na Pyszniańską Przełęcz. Czas przejścia: 3:15 h, ↓ 2:15 h.